# 세인트 존스 칼리지 (케임브리지 대학교)
세인트 존스 칼리지(St John's College)는 케임브리지 대학교의 구성 칼리지 중 하나로, 케임브리지 대학교를 통틀어 트리니티 칼리지 다음으로 부유한 칼리지이다. 옥스브리지에서 가장 아름다운 전경으로 알려져 있다. 폴 디랙과 로저 펜로즈를 포함하여 11명의 노벨상 수상자와 38명의 로열 메달 수상자, 그리고 4명의 영국 총리를 배출하였다.

## 같이 보기
- 케임브리지 대학교의 칼리지들